# Cabo Tuzla
El cabo Tuzla (del ruso: Мыс Тузла́) es un cabo situado en la orilla sur de la península de Tamán, 8 km al oeste de la stanitsa Tamán. Es el extremo más occidental del raión de Temriuk y el krai de Krasnodar, junto con la punta Tuzla y la isla Tuzla. Sus orillas son escarpadas, alcanzando el promontorio sobre el mar 15 m de altura. Está compuesto por piedras calizas formadas entre depósitos de arcilla. Entre la población es conocido como mys Verbliud ("cabo del Camello").